# NOTS-EV-1 Pilot

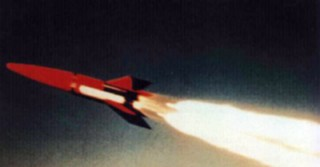
Foguete Piloto após o lançamento

O NOTS-EV-1 Pilot, também conhecido como NOTSNIK foi um sistema de lançamento descartável e Arma antissatélite desenvolvido pela United States Naval Ordnance Test Station (NOTS) para a Marinha dos Estados Unidos. foram lançados dez entre os meses de julho e agosto de 1958, todos os quais falharam. Foi o primeiro foguete lançado do ar para ser usado para um tentativa de lançamento orbital, porém nenhum foi registrado como tendo atingido a órbita. Após as primeira e terceira tentativas de lançamento orbital, uma estação de rastreamento na Nova Zelândia relatou receber sinais fracos da nave espacial, no entanto, isso nunca foi confirmado, e os lançamentos não foram catalogados como tendo atingido a órbita. O foguete pilot fazia parte do Projeto Pilot.
Foram construídas duas variantes do foguete Pilot; Pilot-1, foi usado para testes atmosféricos lançados de terra a partir de China Lake, e o pilot-2, uma versão lançada a partir do ar, foi usado para tentativas de lançamento orbital. Lançamentos orbitais foram realizadas a partir de um F-6A Skyray, voando de Point Mugu Naval Air Station, e soltava o foguete sobre Santa Barbara Channel Drop Zone. Dos dez lançamentos, quatro eram de pilot-1s, e o resto pilot-2s.
O Projeto Pilot foi cancelado em agosto de 1958, e substituído pelo NOTS-EV-2 Caleb. O projeto permaneceu confidencial até 1994.

## Histórico de lançamento
| Data                 | Configuração | Carga   | Função             | Causa da falha                                   |
| -------------------- | ------------ | ------- | ------------------ | ------------------------------------------------ |
| 04 de julho de 1958  | Pilot-1      | N/A     | Teste              | Explodiu um segundo após o lançamento            |
| 18 de julho de 1958  | Pilot-1      | N/A     | Teste              | Explodiu na plataforma de lançamento             |
| 25 de julho de 1958  | Pilot-2      | Pilot-1 | Teste              | Perda inesperada de sinal                        |
| 12 de agosto de 1958 | Pilot-2      | Pilot-2 | Teste              | Explodiu durante a primeira fase de ignição      |
| 16 de agosto de 1958 | Pilot-1      | N/A     | Teste              | Falha estrutural 3,2 segundo após o lançamento   |
| 17 de agosto de 1958 | Pilot-1      | N/A     | Teste              | Falha estruturais 3 segundos após o lançamento   |
| 22 de agosto de 1958 | Pilot-2      | Pilot-3 | Teste              | Perda inesperada de sinal                        |
| 25 de agosto de 1958 | Pilot-2      | Pilot-4 | Pesquisar radiação | Explodiu durante a primeira fase de ignição      |
| 26 de agosto de 1958 | Pilot-2      | Pilot-5 | Pesquisar radiação | Falha na ignição                                 |
| 28 de agosto de 1958 | Pilot-2      | Pilot-6 | Pesquisar radiação | O motor principal inflamou por apenas um segundo |